# Johannes Enthauptung (Lauter)

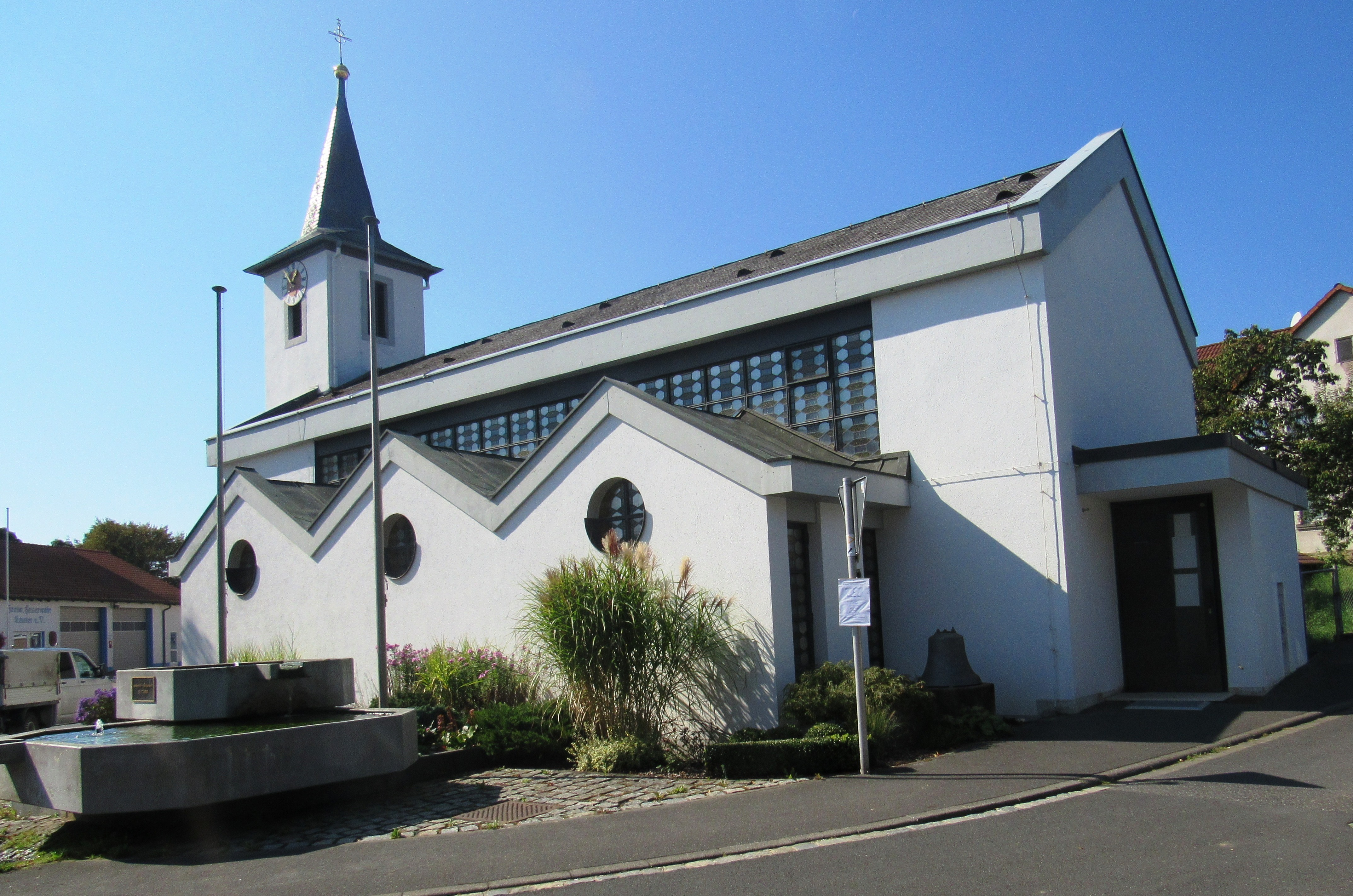
Kirche in Lauter

Die römisch-katholische Kirche Johannes Enthauptung befindet sich in Lauter, einem Ortsteil des in Unterfranken gelegenen Ortes Burkardroth. Ihre Namensgebung bezieht sich auf die Enthauptung des hl. Johannes des Täufers.
Die Kirche gehört zu den Baudenkmälern von Burkardroth und ist unter der Nummer D-6-72-117-37 in der Bayerischen Denkmalliste registriert.

## Geschichte
Bis zum Bau der ersten Katzenbacher Kirche im Jahr 1714 gehörten Lauter und Katzenbach gemeinsam zur Pfarrei Stralsbach. In Lauter entstand zunächst ein Betsaal mit einer Orgel, dessen Funktion im Jahr 1844 durch einen Kirchenbau ersetzt wurde. Dieser wurde im Jahr 1876 im Rahmen einer Kirchenerweiterung um einen Kirchturm ergänzt.
Nach langwierigen Planungen über einen Zeitraum von 15 Jahren erfolgte im Jahr 1974 der Neubau der jetzigen Kirche Johannes Enthauptung, in den aber der Kirchturm der alten Kirche miteinbezogen wurde. Während des Neubaus wurde ein Teil des alten Inventars mitsamt dem Altar vernichtet; einige Heiligenskulpturen konnten jedoch durch den örtlichen Lehrer Rudolf Schubert gerettet werden. Der Architekt des Neubaus war der Würzburger Dombaumeister Hans Schädel. In diesem Rahmen erhielt der Neubau ein dreieckiges Dach und dreieckige Kirchenfenster, die im Ort nach ihrem Architekten als „Schädelecken“ benannt wurden.
In den Jahren 1989/90 wurden in der Kirche eine neue Orgel und drei neue Glocken installiert.

## Architektur
Die Saalkirche ist in ihrer Erscheinung außen wie innen im Wesentlichen durch die Dreiecksformen der „Schädelecken“ geprägt: Außen scheint es, als würden sich je drei Kapellen an die Längsseiten angliedern; Innen wird durch diese Konstruktionsweise eine dreischiffige Anlage zitiert. Die Wandflächen im Innenraum sind in Weiß und einem sanften Gelb (Chorraum und Wand hinter der „Lächelnden Madonna“) gehalten. Hinzu kommen graue („Schädelecken“) und lavendelfarbige (Pfeiler) Akzente und der Einsatz von Sichtbeton.

## Ausstattung

### Die Lächelnde Madonna
Die genauen Ursprünge der aus Sandstein bestehenden Skulptur der "Lächelnden Madonna" liegen im Dunkeln. Die erste, durch den Poppenrother Pfarrer Georg Bleymann bekannte Überlieferung aus dem Jahr 1914 besagt, dass einzelne Teile der Skulptur auf dem Verbindungsweg zwischen Stralsbach und Frauenroth (Torso) sowie auf einem Acker (Kopf des Jesuskindes) aufgefunden wurden.
Die Skulptur entstand im 13. Jahrhundert im burgundischen Bildhauerstil möglicherweise im Auftrag von Beatrix von Courtenay, der Gründerin des Klosters Frauenroth, und fiel der Plünderung des Klosters während des Dreißigjährigen Krieges zum Opfer.

### Chorraum
Wie der steinerne Baldachin für die „Lächelnde Madonna“, stammen auch der Altartisch, der Tabernakel und der Ambo – allesamt aus Stein gefertigt und schlicht gehalten – vom Bergtheimer Bildhauer Karl Hornung.
Das monumentale, in seiner Schlichtheit der restlichen Ausstattung entsprechende, Holzkreuz wurde später hinzugefügt und stammt von Günter Metz aus Langenleiten.

### Heiligenfiguren
Die beiden Lindenholzskulpturen, die in der Kirche linkerhand Aufstellung gefunden haben, stammen aus dem ehemaligen Altar und stellen den Hl. Nikolaus und den Hl. Blasius dar.
Rechts vom Altar befindet sich eine holzsichtige Skulptur des Kirchenpatrones Johannes des Täufers, gestiftet von Erwin Manger.

### Weitere Ausstattungsstücke
Zwei Marienfiguren stehen rechts und links vom Portal: Die eine trägt die Inschrift „Liebe Frau vom heiligsten Herzen“ und fungiert als Tragemadonna für Prozessionen; die andere lässt sich in die Rokokozeit datieren.
Bei den Kreuzwegstationen handelt es sich nicht, wie lange Zeit angenommen, um Hinterglasmalerei, sondern um filigrane Malerei auf Papier, vermutlich von einem Porzellanmaler ausgeführt.
Die Fenster stammen aus der Hand des Hammelburger Künstlers Robert Höfling.

### Geläut
Seit dem Jahr 1989 besitzt die Kirche ein dreistimmiges Durgeläut in den Tönen h′, dis″ und fís″.